# Thermionische Entladung
Als thermionische Entladungen bezeichnet man diejenigen Gasentladungen, in denen Elektronen durch thermische Emission einer geheizten Oberfläche erzeugt werden. 
Eine solche Oberfläche kann beispielsweise ein Wolframdraht sein, der durch einen elektrischen Strom geheizt wird. Die austretenden Elektronen können nun etwaige Gasatome anregen, welche die aufgenommene Energie in Form von Licht wieder abgeben können.